# GP Forli
Gran Premio Forli, eller kort GP Forli, var ett italienskt endagslopp i landsvägscykling som kördes som individuellt tempolopp med start och mål i Forli i provinsen Emilia-Romagna från 1958 till 1979. De två sista upplagorna gick i september, dessförinnan hölls det vanligen i juni (1958 i maj och 1961 i april).

## Podieplaceringar
| År         | Vinnare          | Tvåa              | Trea                     |
| 1958       | Ercole Baldini   | Rolf Graf         | Jacques Anquetil         |
| 1959       | Ercole Baldini   | Jacques Anquetil  | Ernesto Bono             |
| 1960       | Jacques Anquetil | Ercole Baldini    | Diego Ronchini           |
| 1961       | Jacques Anquetil | Ercole Baldini    | Arnaldo Pambianco        |
| 1962       | Ercole Baldini   | Jacques Anquetil  | Giacomo Fornoni          |
| 1963       | Ercole Baldini   | Jacques Anquetil  | Diego Ronchini           |
| 1964       | ej avhållet      | ej avhållet       | ej avhållet              |
| 1965       | Jacques Anquetil | Felice Gimondi    | Luciano Sambi            |
| 1966       | ej avhållet      | ej avhållet       | ej avhållet              |
| 1967       | Felice Gimondi   | Vittorio Adorni   | Ole Ritter               |
| 1968       | Felice Gimondi   | Eddy Merckx       | Vittorio Adorni          |
| 1969       | Felice Gimondi   | Vittorio Marcelli | Giovanni Cavalcanti      |
| 1970       | Ole Ritter       | Gösta Pettersson  | Italo Zilioli            |
| 1971       | Felice Gimondi   | Davide Boifava    | Gösta Pettersson         |
| 1972       | Roger Swerts     | Felice Gimondi    | Gösta Pettersson         |
| 1973       | Felice Gimondi   | Roberto Poggiali  | Giovanni Battaglin       |
| 1974       | Francesco Moser  | Felice Gimondi    | Martín Emilio Rodríguez  |
| 1975– 1976 | ej avhållet      | ej avhållet       | ej avhållet              |
| 1977       | Bernt Johansson  | Carmelo Barone    | Alfio Vandi              |
| 1978       | Bernt Johansson  | Roy Schuiten      | Gianbattista Baronchelli |
| 1979       | Roy Schuiten     | Jørgen Marcussen  | Henk Lubberding          |